# Continental O-520
Continental O-520 – rodzina silników przeznaczonych do lekkich samolotów stworzona na podstawie rodziny O-346. 

## Konstrukcja
Cała rodzina silników wykorzystuje układ ”bokser”, chłodzenie powietrzem. Wszystkie warianty posiadały 6 cylindrów i były zasilane benzyną poprzez układ wtryskowy.

## Wersje

### IO-520
Podstawowa wersja z wtryskiem paliwa.
| Nazwa                                        | Moc maksymalna        | Uwagi                                                             |
| -------------------------------------------- | --------------------- | ----------------------------------------------------------------- |
| IO-520-A, -J, -B, -BA, -BB, -C, -M, -CB, -MB | 285 KM przy 2700 obr. |                                                                   |
| IO-520-D, -E, -F, -K, -L, -N, -NB            | 300 KM przy 2850 obr. | moc ciągła jest ograniczona do 285 KM przy 2700 obr.              |
| IO-520-P / LIO-520-P                         | 250 KM przy 2500 obr. | wersja LIO-520-P przeznaczona jest dla samolotów wielosilnikowych |

### TSIO-520
Wersje wyposażone w doładowanie.
| Nazwa                             | Moc startowa     | Moc ciągła            | Masa             |
| --------------------------------- | ---------------- | --------------------- | ---------------- |
| TSIO-520-A                        | 285 KM przy 2700 | 255 KM przy 2700 obr. | 197 kg (434 lb.) |
| TSIO-520-B, -BB                   | 285 KM przy 2700 | 285 KM przy 2700 obr. | 192 kg (424 lb.) |
| TSIO-520-C, -H                    | 285 KM przy 2700 | 265 KM przy 2700 obr. | 197 kg (434 lb.) |
| TSIO-520-D, -DB                   | 285 KM przy 2700 | 285 KM przy 2700 obr. | 197 kg (434 lb.) |
| TSIO-520-E, -EB                   | 300 KM przy 2700 | 300 KM przy 2700 obr. | 190 kg (421 lb.) |
| TSIO-520-G                        | 285 KM przy 2600 | 300 KM przy 2700 obr. | 197 kg (434 lb.) |
| TSIO-520-J, -JB, -L, -LB, -N, -NB | 310 KM przy 2700 | 310 KM przy 2700 obr. | 197 kg (434 lb.) |
| TSIO-520-K, -KB                   | 285 KM przy 2700 | 285 KM przy 2700 obr. | 189 kg (420 lb.) |
| TSIO-520-M, -R, -P                | 285 KM przy 2600 | 310 KM przy 2700 obr. | 198 kg (436 lb.) |
| TSIO-520-T                        | 310 KM przy 2700 | 310 KM przy 2700 obr. | 215 kg (475 lb.) |
| TSIO-520-U, -UB                   | 300 KM przy 2700 | 300 KM przy 2700 obr. | 191 kg (422 lb.) |
| TSIO-520-VB, -WB                  | 325 KM przy 2700 | 325 KM przy 2700 obr. | 191 kg (422 lb.) |
| TSIO-520-AE, LTSIO-520-AE         | 250 KM przy 2400 | 250 KM przy 2400 obr. | 380 lb           |
| TSIO-520-AF                       | 310 KM przy 2700 | 285 KM przy 2600 obr. | 198 kg (436 lb.) |
| TSIO-520-BE                       | 310 KM przy 2600 | 310 KM przy 2600 obr. | 256 kg (565 lb.) |
| TSIO-520-BE                       | 325 KM przy 2700 | 325 KM przy 2700 obr. | 239 kg (527 lb.) |

### GTSIO-520
Wersje wyposażone zarówno w doładowanie jak i reduktor.
| Nazwa               | Moc                   | Masa             | Przełożenie reduktora |
| ------------------- | --------------------- | ---------------- | --------------------- |
| GTSIO-520-C         | 340 KM przy 3200 obr. | 218 kg (482 lb.) | 0.750:1               |
| GTSIO-520-D, -E, -H | 375 KM przy 3400 obr. | 234 kg (516 lb.) | 0.667:1               |
| GTSIO-520-F, -K     | 435 KM przy 3400 obr. | 234 kg (516 lb.) | 0.667:1               |
| GTSIO-520-L, -M, -N | 375 KM przy 3350 obr. | 234 kg (516 lb.) | 0.667:1               |

## Lista zastosowań
- Beechcraft Bonanza
- Bellanca Viking
- Cessna 185
- Cessna 206
- Cessna 207
- Cessna 210
- Cessna 310
- Cessna 402
- Cessna 404
- Cessna 414
- Cessna 421
- Piper PA-46 Malibu